# Benedict Nicolson
Lionel Benedict Nicolson MVO (* 6. August 1914; † 22. Mai 1978) war ein englischer Kunsthistoriker und langjähriger Redakteur der Zeitschrift The Burlington Magazine.
Er war der ältere Sohn von Vita Sackville-West und Harold Nicolson. Sein Bruder Nigel war Schriftsteller und Politiker und verlegte Werke seiner Eltern.
Nicolson studierte in Eton und Oxford Kunstgeschichte. Er war ein Schüler von Bernard Berenson, der von ihm sagte, dass Nicolson quasi „ein tiefer Brunnen mit kristallklarem Wasser sei und dass sich die Mühe lohne, es aus der Tiefe zu schöpfen“. Nicolsons Hauptinteresse galt zunächst der frühen italienischen und der zeitgenössischen Kunst. Mit einigen Freunden gründete er in Oxford den „Florentine Club“, in dem berühmte Gastredner wie Kenneth Clark oder Herbert Read auftraten. Auf Anraten von Kenneth Clark wurde er 1939 Verwalter der königlichen Gemäldesammlungen, doch dann brach der Zweite Weltkrieg aus und er musste zum Militäreinsatz in den Nahen Osten. 1947, im Alter von 32 Jahren, wurde er Redakteur der berühmten Fachzeitschrift The Burlington Magazine. Im April 1977 würdigte man seine dreißigjährige unermüdliche leitende Tätigkeit für diese Zeitschrift mit einem speziellen Artikel. Im gleichen Jahr wurde er zum Mitglied (Fellow) der British Academy gewählt.
Als Kunsthistoriker beschäftigte sich Nicolson intensiv mit den Biographien berühmter Künstler und veröffentlichte zahlreiche Rezensionen zu Kunstausstellungen. Er verfasste Abhandlungen über die Maler Ferraras (1950), über Hendrick ter Brugghen (1558) und Joseph Wright of Derby (1968), über den Kunstbestand des Londoner Foundling Hospital, über Gustave Courbet (1973), Georges de la Tour (1974) und die Nachfolger Caravaggios (1979 posthum erschienen).
1960 schrieb Nicolson eine stilistisch einheitliche Gruppe von 39 unsignierten und undatierten Bildern, die Nachtszenen im Stil von Caravaggio zeigten, einem anonymen Maler zu, den er „Candlelight Master“ (Meister des Kerzenlichts) nannte und den er 1964 als Trophime Bigot identifizierte.